# Municipio de Broomfield
El municipio de Broomfield (en inglés: Broomfield Township) es un municipio ubicado en el condado de Isabella en el estado estadounidense de Míchigan. En el año 2010 tenía una población de 1849 habitantes y una densidad poblacional de 19,95 personas por km².

## Geografía
El municipio de Broomfield se encuentra ubicado en las coordenadas 43°36′11″N 85°2′12″O / 43.60306, -85.03667. Según la Oficina del Censo de los Estados Unidos, el municipio tiene una superficie total de 92.66 km², de la cual 90,44 km² corresponden a tierra firme y (2,4 %) 2,23 km² es agua.

## Demografía
Según el censo de 2010, había 1849 personas residiendo en el municipio de Broomfield. La densidad de población era de 19,95 hab./km². De los 1849 habitantes, el municipio de Broomfield estaba compuesto por el 95,24 % blancos, el 0,65 % eran afroamericanos, el 1,57 % eran amerindios, el 0,32 % eran asiáticos, el 0,27 % eran de otras razas y el 1,95 % eran de una mezcla de razas. Del total de la población el 2,43 % eran hispanos o latinos de cualquier raza.